# Congregació mariana
Congregació mariana (llatí: congregatio mariana) és una associació de fidels, clergues i laics, que té per finalitat de promoure la fe cristiana mitjançant l'espiritualitat litúrgica, la pietat mariana, el sentit d'Església, els exercicis de sant Ignasi i les activitats apostòliques.

## Història
Les congregacions marianes van aparèixer a partir de 1560, al Col·legi Romà dels jesuïtes (Collegio Romano, actualment Pontifícia Universitat Gregoriana) i foren erigides canònicament el 1584 per Gregori XIII. Fins a la supressió de la Companyia de Jesús el 1773, eren associacions masculines ubicades en cases de l'orde, convertint-se un important instrument de la Contrareforma.
Als Països Catalans, la primera congregació fou fundada per Bernat Crespí, cap a l'any 1571, a Palma (Mallorca), seguint la de l'església de Betlem de Barcelona el 1590 i la de Gandia el 1599.
A partir de 1773, durant la supressió dels jesuïtes, moltes congregacions passaren a la jurisdicció episcopal i després de la restauració de la Companyia, el 1814, es va produir la coexistència de congregacions episcopals i jesuítiques. S'inicià la branca femenina anomenada també de les filles de Maria, nom que corresponia al masculí lluïsos, per l'especial devoció a Sant Lluís Gonçaga.
El 1886 fou nomenat director de les de Barcelona Lluís Ignasi Fiter, considerat el restaurador de les congregacions a Catalunya. L'any 1904 es va crear la branca de casats que va suposar l'augment del nombre i la seva influència. A València la va implusar Josep Conejos.
La federació catalanobalear va fundar, el 1922, la revista Iuventus, a més de les publicacions locals, com Vida Mariana de la congregació de Vilanova i la Geltrú, L'Estel Marià de Valls i Oro de Ley de València. Fomentaren les activitats culturals, mitjançant les acadèmies (a Barcelona, l'Acadèmia de Llengua Catalana), que atragueren intel·lectuals i universitaris com ara Josep Torras i Bages, Antoni Rubió i Lluch, Josep Puig i Cadafalch, Fèlix Sardà i Salvany, Jacint Verdaguer, Rafael Masó, Josep M. Pericas i Jaume Bofill i Mates. D'acord amb l'esperit de renovació del concili II del Vaticà es va canviar el nom pel de comunitats de vida cristiana.